# Rotbuntes Husumer Schwein

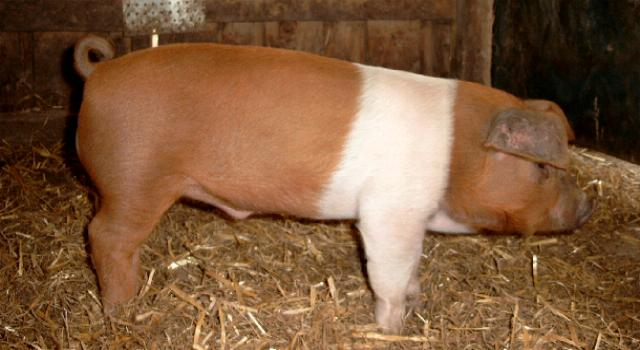
Danskt protestsvin.

Rotbuntes Husumer Schwein är en sällsynt dansk-tysk tamsvinsras från Nordfriesland. De är röda med ett brett vitt band över ryggen och väger upp till 350 kilogram som fullvuxna.
Till följd av det dansk-tyska kriget tvingades Danmark år 1864 att avstå Sønderjylland och flaggning med Dannebrogen förbjöds. I protest mot detta började bönderna att föda upp den röd-vita grisen, vars teckning påminner om den danska flaggan, och därför också kallas  danskt protestsvin. De frigående grisarna blev ett sätt för bönderna att visa sin tillhörighet.
Rasen, som troligen är en korsning mellan svart-vita lantraser från Schleswig-Holstein, Angler Sattelschwein och röda brittiska Tamworthsvin, godkändes år 1954. Den sista kullen stambokfördes år 1968.
Rasen återupptäcktes år 1984 och i maj 1996 bildades en stödförening. Det finns endast omkring 140 exemplar av rasen, som betecknas som hotad. Svinen är långsamtväxande och trivs bäst utomhus. Köttet är fetthaltigt.